# Cuba Độc lập và Dân chủ
Cuba Độc lập và Dân chủ (tiếng Tây Ban Nha: Cuba Independiente y Democratica - CID) là đảng phái chính chính trị của Cuba được thành lập năm 1980 tại Venezuela

## Lịch sử
Trong tháng 10 năm 1980, các CID được thành lập tại Venezuela với sự hỗ trợ của chính phủ của quốc gia đó và hai đảng chính trị lớn của nó:Dân chủ Xã hội và Dân chủ Thiên Chúa giáo.Đại hội có sự tham dự của hàng trăm người dân Cuba và Venezuela đã thông qua Tuyên bố của Caracas, trong đó tổ chức này cam kết "chiến đấu để thành lập ở nước ta của một xã hội dành riêng cho tự do và nhân, hoàn toàn dân chủ và nhân phẩm có chủ quyền, xã hội cân bằng và công bằng "

## The Voice
Kể từ khi thành lập các CID chiến lược bao gồm một nỗ lực thuyết phục chính trị nhằm vào dân số, lực lượng vũ trang và các thành viên của chế độ Castro để tạo giữa tất cả người dân Cuba một không khí hòa giải dân tộc và niềm tin vào tương lai Cuba.
Năm 1981, với sự hỗ trợ của chính phủ Venezuela, CID bắt đầu phát sóng vào Cuba La Voz del CID. Chương trình được tiếp tục 24 giờ, bảy ngày một tuần. Trong hơn 10 năm làm việc không bị gián đoạn ông đã đạt được một đối tượng rộng ở Cuba. Năm 1990 IADC bắt đầu phát sóng truyền hình Cuba trong một thời gian ngắn (TeleCID).

## Dự Án

### Cộng hòa mới
Trong năm 2002, CID công bố dự án New Republic:
"Độc lập và dân chủ Cuba, CID, giữ quan điểm cho rằng các lực lượng của sự thay đổi dân chủ, lấy cảm hứng từ các ví dụ ngoan cường của một dân tộc mà từ chối đầu hàng chủ nghĩa toàn trị, củng cố bên trong và bên ngoài đảo và đang di chuyển về phía những thay đổi cấu trúc các vấn đề quốc gia nghiêm trọng khẩn trương đòi hỏi ".
Vào cuối năm 2009,hoạt động ở Cuba.Công trình này được hỗ trợ bởi các CID ở nước ngoài. Ở Cuba đoàn CID được tổ chức bởi thị trấn và khu phố. Nó có một Ban Chấp hành Quốc (CEN) mà các thành viên được dành riêng đầy đủ thời gian để tổ chức. Các thành viên của ủy ban này và chủ tịch của nó được bầu dân chủ của các đại biểu đảng khắp hòn đảo. Bên xuất bản hàng tuần The New Republic.

### Hiến pháp
Vào ngày 20 tháng 7 năm 2011,bên Cuba độc lập và dân chủ đã đưa ra một bản dự thảo Hiến pháp, trong đó nêu:
"Cuba là một nước cộng hòa độc lập và dân chủ dành để tôn trọng phẩm giá và sự tiến bộ của các công dân của mình trong khuôn khổ của một hệ thống dân chủ, được hiểu là chế độ mà ý chí của nhân dân là nguồn gốc của quyền lực công cộng. Điện công cộng được tạm giao cho một chính phủ mà là kết quả của cuộc bỏ phiếu kín của mỗi công dân trong các cuộc bầu cử định kỳ được tổ chức trong một bối cảnh đa với sự tôn trọng tuyệt đối cho tự do ngôn luận và lập hội. Chính phủ là cấp dưới của pháp luật. Chủ tịch và toàn thể cán bộ công chỉ là những gia Lưu giữ quyền lực và được yêu cầu phải thực hiện các nhiệm vụ áp đặt bởi luật pháp và không thể chiếm đoạt quyền hạn không được cấp nó. Họ phải tuyên thệ để quan sát và thi hành Hiến pháp và pháp luật. "
IDC tin rằng hầu hết những người Cuba được thuyết phục rằng chế độ Castro là một thất bại. Đó là các lệnh cấm vận của Mỹ không phải là nguyên nhân gây ra thảm họa kinh tế. Cả Raul cũng không Fidel Castro có tính hợp pháp để dẫn dắt sự thay đổi ở Cuba vì lãi suất thực tế của mình là thiết kế một mặt nạ mới để duy trì quyền lực và vượt qua nó để con cái của họ. Việc chuyển đổi sang dân chủ là không đạt được bằng phương tiện của những thay đổi kinh tế hay chủ nghĩa tư bản, nhưng thông qua một hiến pháp dân chủ, các tổ chức dân chủ và pháp luật công bằng. CID nhắc lại lời kêu gọi của mình cho các lực lượng vũ trang, các thành viên của Bộ Nội vụ và danh pháp để kiềm chế bạo lực chính trị, đảm bảo tự do ngôn luận và lập hội và hỗ trợ